# 瑙克拉提斯
瑙克拉提斯（希臘語：Ναύκρατις）是古埃及尼罗河克诺珀斯分支上的一座城市，位于亚历山大港东南72公理处，是古希腊在埃及大部分时间当中的唯一的永久殖民地，是古希腊和古埃及文化艺术交流的枢纽，最早可追溯至公元前1000年。1884年，德国考古学家弗林德斯·皮特里首次发现该地。遗址位于今埃及布海拉省，与赫拉克利翁为姊妹城市。